# Martinet menut de Schrenk
El martinet menut de Schrenck (Botaurus eurhythmus; syn:Ixobrychus eurhythmus) és una espècie d'ocell de la família dels ardèids (Ardeidae) que habita pantans, aiguamolls, canyars i camps negats de l'est de la Xina, Hainan, sud-est de Sibèria fins Sakhalín, Corea, Japó, i les illes Ryukyu i Ogasawara.

## Taxonomia
El martinet menut de Schrenck anteriorment estava classificat en el gènere Ixobrychus. Però un estudi filogenètic molecular de la família dels ardèids publicat el 2023 va trobar que Ixobrychus era parafilètic i per crear gèneres monofilètics, Ixobrychus es va fusionar amb el gènere Botaurus que havia estat introduït el 1819 pel naturalista anglès James Francis Stephens.